# Селенат гадолиния(III)
Селенат гадолиния(III) — неорганическое соединение, 
соль гадолиния и селеновой кислоты с формулой Gd2(SeO4)3,
бесцветные кристаллы,
растворяется в воде.

## Физические свойства
Селенат гадолиния(III) образует бесцветные кристаллы.
Растворяется в воде.
Образует кристаллогидраты состава Gd2(SeO4)3•8H2O.

## Химические свойства
- Кристаллогидрат разлагается при нагревании:

{\displaystyle {\mathsf {Gd_{2}(SeO_{4})_{3}\cdot 8H_{2}O\ {\xrightarrow {130^{o}C}}\ Gd_{2}(SeO_{4})_{3}+8H_{2}O}}}